# Carnaval en Argentina
El carnaval en Argentina varía marcadamente entre las diferentes regiones del país. Merecen especial atención las festividades en las provincias de Córdoba, Corrientes, Entre Ríos, San Luis, La Rioja, Jujuy, Salta y la Ciudad de Buenos Aires y alrededores. El carnaval más alto del mundo se realiza a 4.220 m s. n. m. en el viaducto la polvorilla San Antonio de los Cobres provincia de Salta.  El carnaval es una celebración pública que tiene lugar inmediatamente antes de la Cuaresma cristiana. Mayormente se celebran 3 días de carnaval.
Los feriados de carnaval fueron establecidos en 1956. Durante 20 años el carnaval, originalmente era fiesta pagana  de fertilidad agrícola y luego, desde la Edad Media, incorporada al Cristianismo, fue considerado como feriado nacional hasta el año 1976 en que fue eliminado del calendario de feriados.

Con el decreto 1584/10 se restablecieron, con lo cual a partir del año 2011 y volvieron a considerarse Feriado Nacional.

## Carnavales en Corrientes
En la capital de la Provincia de Corrientes (Argentina) se dan el Candonva italiano, disfraces, desfiles, y fiestas en la calle, de manera muy similar a los mejor conocidos carnavales brasileños. Se realiza sobre todo en horario nocturno a lo largo de las calles destinadas a tal fin, o, en algunas ciudades, en las instalaciones específicas. Las comparsas participantes elaboran cada año un tema o argumento que desarrollan a través de las distintas secciones de la comparsa y en coreografías representativas. Los trajes típicos son trajes de fantasía cubiertos de piedras, lentejuelas, canutillos y plumas. En ciudades como Santo Tomé, Mercedes, Paso de los Libres, Curuzú Cuatiá y Monte Caseros aparte de un argumento, agregan un samba enredo, el cual es alusivo al mismo, ejecutado por una batería y una banda de soporte. En el Caso de Monte Caseros es llamado Carnaval Artesanal, sus integrantes usan extravagantes plumas y carrozas.
En la provincia de Corrientes la tradición de Carnaval se remonta al siglo XIX, antes de la guerra de la Triple Alianza. Corrientes Capital homenajeaba a san Baltazar con música y baile. Comenzó a celebrarse el Carnaval en gran escala en la década de 1960. La influencia del Brasil es evidente en el diseño de trajes y la organización de los desfiles, moldeados al estilo de las escolas de samba de ese país. Además de la capital provincial, las localidades en donde la festividad tiene mayor relevancia son las fronterizas Paso de los Libres (cuna del carnaval argentino) y Santo Tomé, Goya (donde se encuentra la primera comparsa ecológica, inclusiva y sustentable de la provincia), Santa Lucía, Esquina, Bella Vista, Mercedes, Curuzú Cuatiá, Monte Caseros, San Luis del Palmar y Empedrado.
La ciudad de Corrientes es la Capital Nacional del Carnaval, los desfiles tienen lugar en un Corsódromo, Nolo Alias, con capacidad para 30 mil personas. Se destacan las históricas comparsas Ará Berá, Sapucay y Copacabana, también participa como comparsa Arandú Beleza; luego están las Agrupaciones musicales: Samba Total, Samba Show, Kamandukahia e Imperio Bahiano, entre otras. Las comparsas más grandes del país se encuentran allí, con más de mil integrantes, y este carnaval es considerado uno de los más lujosos del mundo, por sus trajes. En la misma localidad también se realizan los denominados carnavales barriales que pretenden mantener vivo el espíritu original de la fiesta que se fue perdiendo tras la magnitud alcanzada por el carnaval realizado en el Nolo Alias.
En Paso de los Libres se festeja bajo la denominación Carnaval de Frontera y la Integración debido a la participación de brasileños que forman parte de las distintas comparsas cabe destacar que la ciudad tiene comparsas más antiguas que su vecina la ciudad de Uruguaiana (Brasil) y cuenta con sambodromo montado para los desfiles y el municipio es el organizador del gran evento. Sus comparsas (las más antiguas del país) son Carumbé (1948), Zum-Zum (1955 ), Catamarca (comparsa de barrio) y la más joven Tradición (2004), además de las comparsas infantiles Zumzunitos (desde 1955), Carumbecitos (desde 1956) y Leoncitos (desde 2004). Paso de los libres también la tiene a Ingrid Grudke como madrina del carnaval (al cual concurre todos los años desde 2009) y otras celebridades como Carolina Baldini, Hernán Drago, Ximena Capristo y Gustavo Conti. La reina de la integración es Viviane Rodríguez la cual se destaca por ser madrina de batería de una de las escuelas de samba del grupo especial en Porto Alegre y desfilar también en el carnaval de Río de Janeiro.
En Santo Tomé, Capital del Ritmo, sus comparsas son la exquisita Turma Do Fon Fon (desde 1959), la popular y gloriosa' Marabú (desde 1960), Ipanema y Colón y las infantiles Fonfonitos, Marabucitos, Ipanemita, Cerroberacitos y Coloncitos. La Capital del Ritmo, que cuenta con un corsódromo propio especialmente construido para la fiesta, es reconocida por sus bellas mujeres, potentes y perfectas baterías, como así también por la pasión puesta de manifiesto por sus asistentes.
En Curuzú Cuatiá se festeja bajo la denominación de "Capital provincial de la Música" sobre la avenida Laprida donde desfilan las comparsas Pitogue (una de la más antiguas del país cumpliendo sus 50 años en 2010) Antifaz y Tova ra Anga. 
En Monte Caseros se festeja bajo la denominación Capital del Carnaval Artesanal, sobre el Corsodromo Paso de los Higos, donde se destacan las grandes comparsas Carun Berá, Orfeo, Shanghay, "Juventud", "Ilusiones" y las infantiles Orfeito, Carunberacito y "Grupo alegría".
En Mercedes, por otra parte, autodenominadaCapital Provincial del Carnaval, los desfiles se realizan actualmente en el Sambódromo del Parque de la Estación, y entre sus comparsas se destacan Itá Pucú, Villa Samba Show y Purajhei Porá. 
Bella Vista es reconocida por tener 2 comparsas campeonas en Corrientes Capital como ser Anahí, ¨Bicampeona nacional¨ en los años 1995 y 1996, y Sapucay, ¨Campeona provincial¨ en el año 1999. Además existen otras tres comparsas, "Alelí", "Emperatriz" y "Azahar" siendo esta última la más nueva. En el 2012, además de Anahí (1992), Sapucay (1991) y Alelí (2005), nace una nueva agrupación carnestolenda bautizada ¨Emperatriz¨. Más tarde surgiría otra agrupación nombrada como "Azahar".

### Carnaval de Paso de los Libres
La ciudad de Paso de los Libres, es conocida por algunos como la "Cuna del Carnaval Argentino". Su carnaval también es conocido como el "Carnaval de Frontera y de la Integración" ya que la ciudad limita con la ciudad brasilera de Uruguayana. Paso de los Libres tiene un sambódromo propio para sus desfiles, y cerca del mismo, esta el Museo del Carnaval (Primer Museo del Carnaval en el Noreste argentino). 
Las escuelas de samba  que actualmente desfilan en el Sambódromo se dividen en dos grupos:
Grupo Especial: CSCD Carumbé (Fundada en 1948), ACSD Zum Zum (1955), Asociación Tradición (2001), y ACCD Linda Flor (2016) , además de las infantiles: Zumzunitos (1955), Carumbecitos (1956) y Leoncitos de Tradición (2004).
Grupo Popular: Catamarca (1986), Imperatriz (1998), Armonía del Samba (2003), Renacer Libreño (2011) y Esplendor (2012).
Algunas Escuelas de Samba extintas son: Kismet (del Club Atlético Guaraní), Pirulín (del Club Social y Deportivo Barraca), San Martín, Los Andes, Unidos del Yatay, entre otras.

El Carnaval Libreño comenzó en la segunda mitad del siglo XIX y era celebrado en la Calle Colón, actualmente la calle principal de la ciudad. Fueron encontrados registros de una comisión organizadora de festividades en 1879, los mismos eran organizados por un grupo independiente de vecinos económicamente soportado por las autoridades municipales de la época. A partir de eso puede decirse que esta es una de las tradiciones carnavalescas más antiguas del país, en que se mezclaban contribuciones culturales guaraníticas, españolas, africanas y recursos dados por la imaginación del final del siglo XIX e inicios del XX. En la segunda mitad del siglo XX, se incorpora la cultura afrobrasileña que pasa, también, ser característica del carnaval de la ciudad. En el inicio, era un grupo de músicos que, con la esperanza de recibir propina, llegaban en las puertas de las casas. Esos grupos fueron llamados de "Murgas", que era compuestas por hombres precedidos por un estandarte, las canciones eran referente a los grupos. "Murga Yurú Peté", "Carboneros y Boteros" (1895), "Murga Los Locos de la Ciudad", "Los Napolitanos", "Las Marineritas" (1895), "Unión Juventud de Artistas" (1903), "Gremio Los Hijos de la Noche", "Amor y Fuerza" (1938) fueron los primeros cordones carnavalescos.
Para la década del 1940, se hizo presente el ritmo que vino de Brasil y con el tiempo se adoptaron ciertas características de esta fiesta lo que llegó a ser lo que hoy se conoce como escuelas de samba. Debido a su proximidad con Uruguayana, Paso de los Libres incorporó ciertas características de su carnaval. Por muchos años, esta ciudad contribuyó su particular show en distintos lugares de la República Argentina, estimulando la propia realización de algunos carnavales que continuaron con esta idea, pudiendo organizar grandes espectáculos como los que se hacen actualmente en lugares de la provincia de Buenos Aires, en algunos lugares como Gualeguaychú, Colón, Concepción del Uruguay y Chajarí en la provincia de Entre Ríos, como también en Curuzú Cuatiá, La Cruz, Alvear, Santo Tomé y en la misma ciudad de Corrientes Capital.

### Carnavales de Monte Caseros
Monte Caseros, al igual que otras ciudades de la Provincia de Corrientes, se destaca por sus carnavales y es llamada "Capital del Carnaval Artesanal". En sus inicios esta celebración se practicaba en Clubes de la localidad. En la década de 1950 comenzó a practicase en la antigua Plaza 9 de Julio (actual planta potabilizadora de agua): se practicaba desde las 16:00 hasta las 19:00 horas, estaba prohibido jugar con agua y solo podía jugarse con papel picado.

En 1962 se trasladó a la avenida principal Alvear (actual Avenida Eva Duarte de Perón), reservando tres cuadras entre las calles Perelló y España y se dejó sin efecto la prohibición de jugar con agua. El aumento del tamaño de las carrozas obligó a elevar los cables, empezaron a surgir inconvenientes con los vecinos por las molestias que ocasionaba y pronto el escenario resultó chico ante la elevada concurrencia.
En el 2000 se trasladó nuevamente, esta vez al corsódromo "Ayala" en la calle Juan Pujol. En el 2008 las quejas de los vecinos impulsaron la creación del corsódromo "Pasos de los Higos", capaz de albergar 25 000 personas. Inaugurado en el 2009, consta de 24 cantinas de las cuales 19 tienen tribunas, un palco oficial, 4 grupos sanitarios, 15 baños químicos y una boletería. Actualmente la ciudad cuenta con comparsas, 8 mayores y 3 menores. Las primeras son la Comparsa Orfeo (1961), Carun Bera (1974), Shangay (1960), Juventud (2013) e Ilusión (2014), y las menores, Orfeito, Carunberacito, Grupo Alegría.
Además de los festejos de las cinco noches de carnaval se realizan el "Show de Reinas y Destaques" (por lo general el jueves de la segunda semana), el "Show de escuela de Samba" (jueves de la tercera semana), el "Corso Infantil" (viernes de la cuarta semana) y el "Show de Luna Llena", que se realiza en el corsódromo o en el anfiteatro a orillas del río Uruguay y donde actúan bandas regionales o artistas nacionales como Víctor Heredia (verano del 2013). En la última noche de carnaval desfilan Conjuntos Musicales como La Mosca, Los Sultanes, Amboe, Media Luna, Grupo Demonio, etc.

## Carnavales en Entre Ríos
Desde Corrientes la costumbre se trasladó a la Provincia de Entre Ríos, celebrándose en las ciudades de Concordia, Santa Elena, Hasenkamp, Gualeguay, Victoria y Concepción del Uruguay, pero siendo el carnaval más importante de la provincia (y junto con el de Corrientes, el más importante del país) el de la ciudad de Gualeguaychú, donde se construyó un escenario dedicado a la fiesta, el corsódromo de Gualeguaychú, con capacidad para 35 000 espectadores sentados.

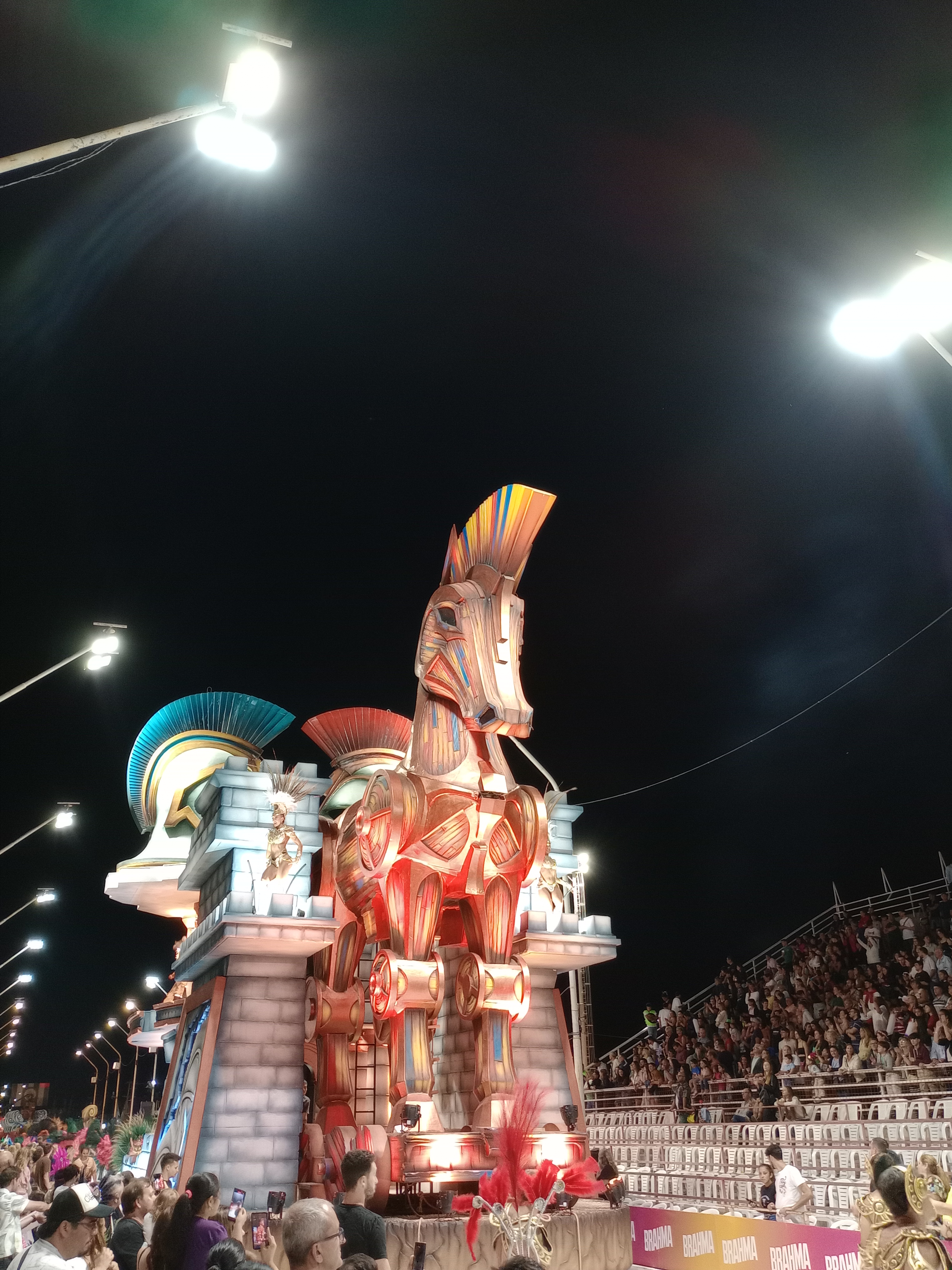
Carroza de apertura de la comparsa Marí Marí, edición 2025.

Las principales comparsas de Gualeguaychú son: Marí Marí del Club Central Entrerriano, Papelitos del Club Juventud Unida, O'Bahía del Club de Pescadores, Kamarr del Club Social Sirio Libanés y Ara Yeví del Club Tiro Federal, todas con más de 35 años de antigüedad (Las más recientes datan del año 1981). Desde hace varios años, de las cinco grandes comparsas solo desfilan cuatro cada año.
El límite máximo al número de integrantes por comparsa varía de un año a otro pero se sitúa siempre en torno a los 300 bailarines y un tope de cuatro carrozas, tres aderezos y un destaque. Estas limitaciones han sido establecida por razones reglamentarias. Además, cuentan cada una con al menos un traje fantasía y compiten por tener la mejor batucada (orquesta de percusión al estilo brasileño), mejor pasista (bailarina principal que baila frente a la batucada), mejor música (consta de dos canciones elaboradas para la edición e interpretada por una banda en vivo), mejor porta bandera (dupla de bailarines que lleva la insignia que identifica a la comparsa) y consagrar a su reina como la reina del carnaval.

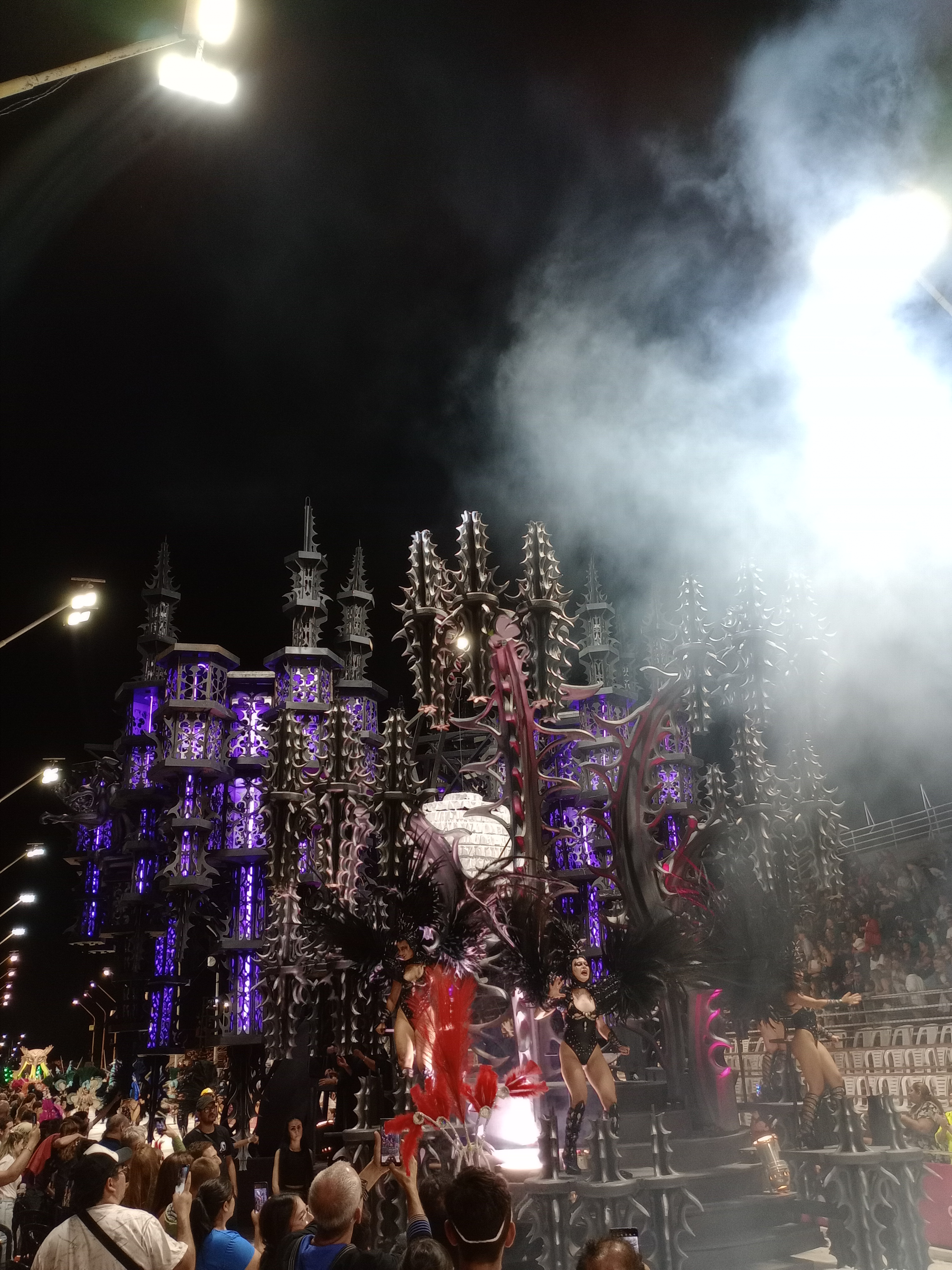
Carroza de apertura de la comparsa Kamarr, edición 2025.

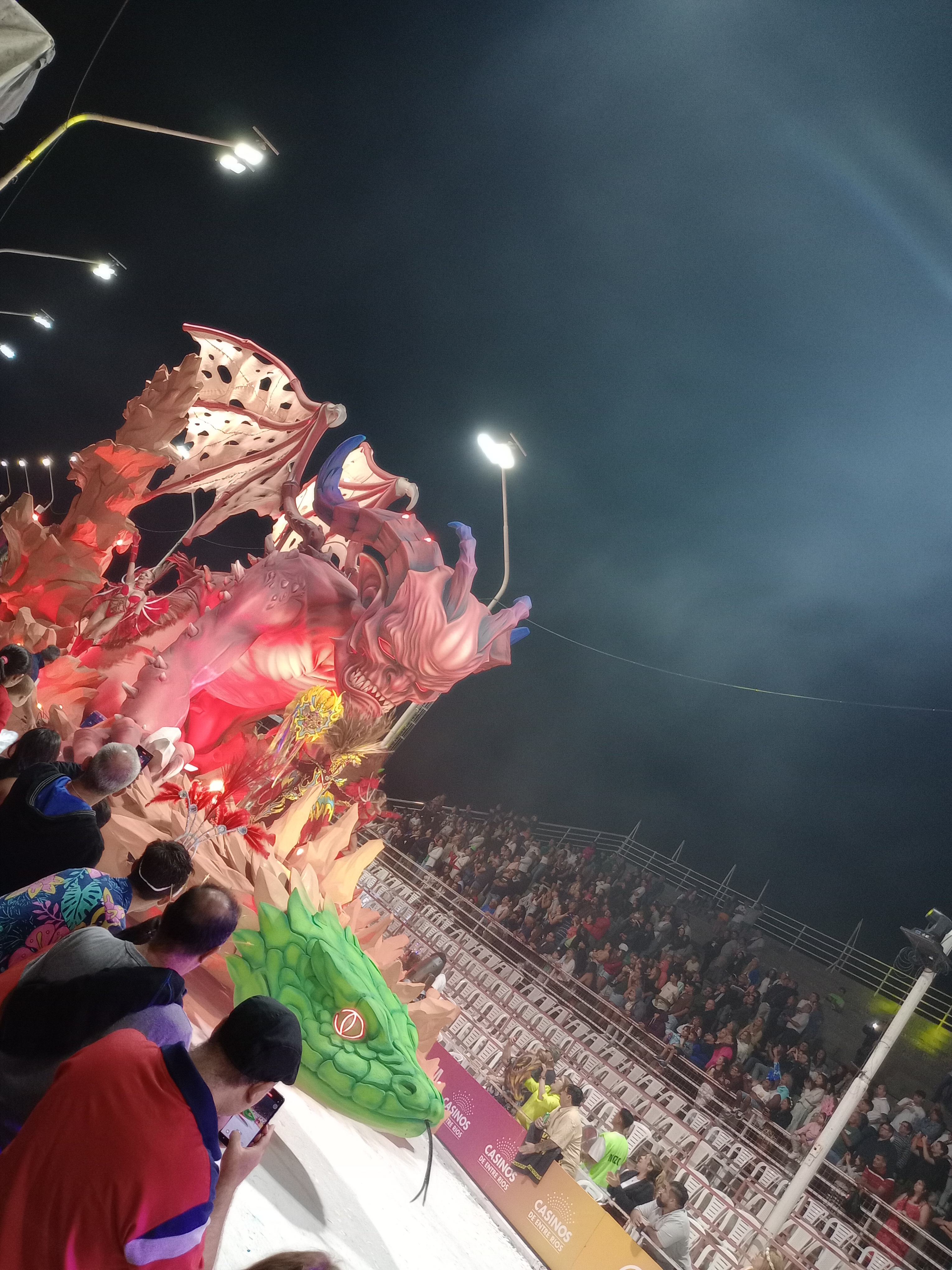
Carroza de apertura de la comparsa Ara Yeví, edición 2025.

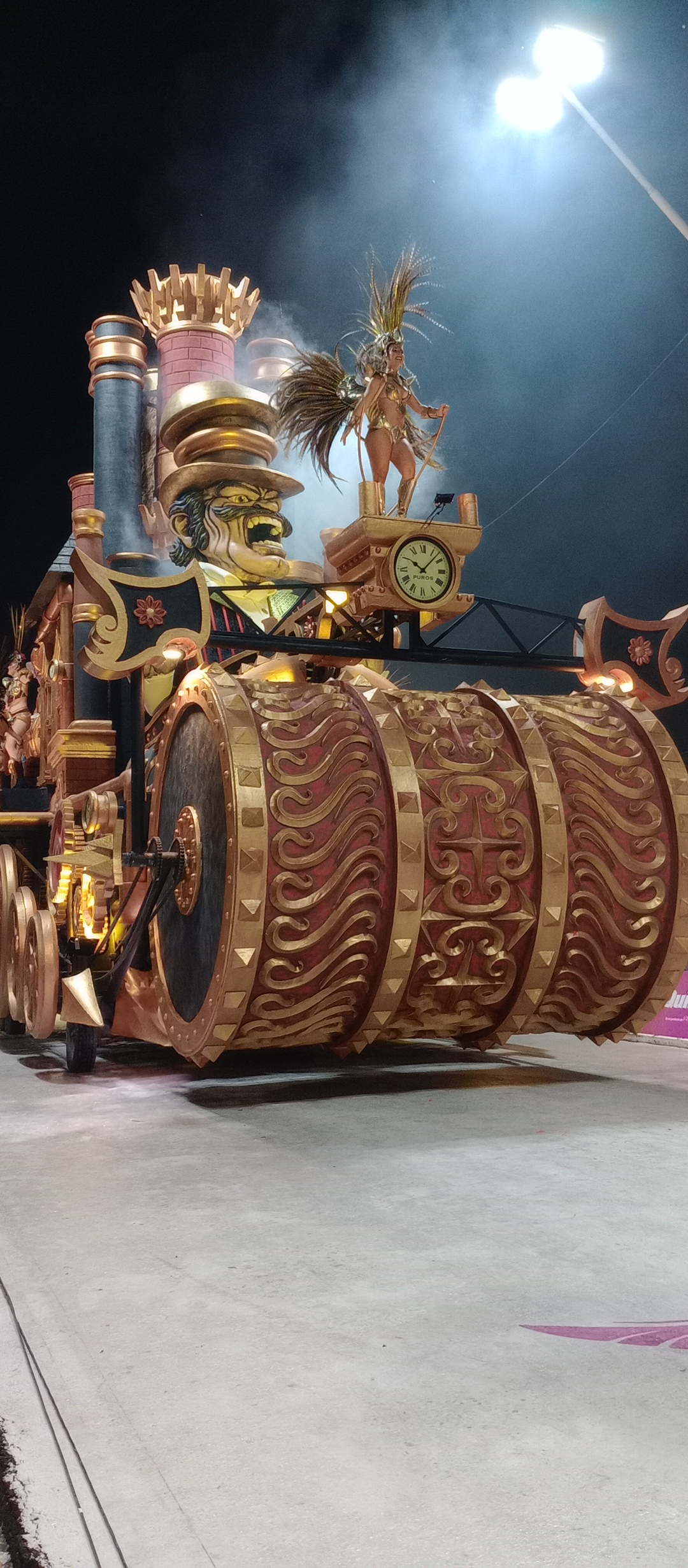
Carroza de apertura de la comparsa Papelitos, edición 2025.

Es un gran atractivo turístico, y las diferentes comparsas compiten entre sí para ser elegidas ganadoras por el jurado que evalúa diferentes aspectos de su organización. Los rubros que el jurado evalúa son carrozas (alusividad al tema, proporciones, formas, color, iluminación, construcción y terminación), vestuario (diseño, confección y fidelidad al tema), música (letra, melodía, canto, ejecución) y desplazamiento y alegría carnavalesca (espíritu carnavalesco y expresividad corporal).
Este carnaval destaca de los demás del país por poseer las carrozas más grandes y elaboradas, las cuales alcanzan los 12 metros de largo por 12 de alto. Esto se debe a que en Gualeguaychú también se desarrolla la Fiesta Nacional del Desfile de Carrozas Estudiantiles, lo que desde el año 1959 ha creado una "escuela" de carroceros.
La ciudad de Victoria es la Capital Provincial del Carnaval de Entre Ríos, y es por esto que es el lugar en donde se realiza la elección de la Reina Provincial del Carnaval. Además, desde hace 50 años presencia un fenómeno que cada vez concentra más seguidores: Terror do Corso.

### Terror do corso
Las noches de carnaval de la ciudad de Victoria cobran un singular colorido gracias a la multitud que forma la comparsa Terror do Corso, que en 1967 comenzó como una comparsa musical de solo catorce integrantes y no ha parado de crecer hasta hoy en día reuniendo a más de diez mil almas por noche que, disfrazadas de cualquier cosa, van tocando el ritmo que denominaron "el sonido inconfundible". A diferencia de las demás expresiones del carnaval de Victoria, Terror do Corso en su afán de dejar en claro que el carnaval es una celebración popular y que por tanto debe ser libre y gratuita, en lugar de iniciar el recorrido en el circuito o corsódromo, de la mano de varios de sus fundadores, sale a las diez de la noche a dar vueltas por las calles de la ciudad sumando gente para llegar al corsódromo cuando el corso oficial, muchas veces, ya ha culminado.

### Toritos de Carnaval
Los carnavales de San Salvador, conservan una tradición de casi un siglo, que los convierten en un espectáculo único en el país. La simulación de un encierro de toros es el evento más popular del carnaval sansalvadoreño, en la que participan miles de personas y se realiza durante la "Tradicionales Noches de Encierro de Carnaval", coincidentes con los feriados de Carnaval.

### Carnaval de Concordia
Con música, color y alegría, caracterizado por su destreza en el baile y la belleza de sus bailarinas, el Carnaval de Concordia es sin dudas el Carnaval más Pasional del País.
Son seis noches de competencia, en el flamante Corsódromo de la Ciudad, emplazado en lo que fuera la exestación Norte del Ferrocarril,
El Corsódromo “Atanasio Bonfiglio” se viste de fiesta con los carnavales de Concordia.
Con una capacidad que supera los 15.000 lugares, el corsódromo es el escenario donde cada una de las comparsas dejarán todo para llevarse el premio máximo y la copa que a partir de este año será Challenger, y que será adquirida solamente si hay tres años consecutivos de campeonato para la misma comparsa.
Agrupaciones tradicionales y otras recién incorporadas, pero todas integradas por cientos de entusiastas del Carnaval -que ponen su pasión al servicio del Rey Momo y entregan un momento de contento y placentera distensión a los espectadores-, hacen cada año del evento concordiense una de las fiestas populares más importantes de la Región de Salto Grande.
Ráfaga, Emperatriz, Imperio y Bella Samba, con sus trajes de lentejuelas, sus carrozas, sus plumas, sus movimientos y esa extraña seducción que tienta a disfrutar el momento sin prejuicios, son las que se adueñan cada noche de la pasarela colmando de brillo el aspecto tranquilo de una de las más grandes urbes entrerrianas, representando interesantes temas alegóricos, contagiando ritmo y diversión, y desbordando emoción en todos los sentidos.
Comparsa Emperatriz Campeona 2019

## Carnavales en Jujuy
Los carnavales del Noroeste argentino  son marcadamente diferentes de los celebrados en otras regiones del país.
En la Provincia de Jujuy se celebran especialmente en la Quebrada de Humahuaca  aunque se celebran en toda esa provincia.
Los hitos más importantes dentro de las ceremonias de carnaval son el desentierro y el entierro del diablo de carnaval o Pujllay. Éste está representado por un muñeco que simboliza la liberación de los deseos reprimidos. Es por tanto una especie de dios de la celebración y la lujuria. Durante el carnaval todos pueden ser "Pujllay"(que significa "juego, baile o alegría").
Una semana antes al carnaval comienzan a desarrollarse carnavalitos y bailecitos, en donde se bailan danzas tradicionales. Durante la celebración del carnaval grande los participantes acompañan a las comparsas y se congregan en los alrededores de los pueblo para llevar a cabo la ceremonia de "desentierro del carnaval" y finalmente, una semana después, el "carnaval chico"(el entierro).
Las comparsas y participantes se reúnen alrededor de mojones de piedra, generalmente ubicados en las afueras de la ciudad y se procede a desenterrar al Diablo Carnavalero que simboliza al rojo sol, que según la creencia es quien fecunda a la Pacha Mama (madre tierra), dando origen a las semillas, raíces, troncos, follajes y frutos de la región.
Los diablos aparecen antes del comienzo de la ceremonia. Una vez finalizada la ceremonia todos bajan cantando canciones y se tiran agua, harina, talco y serpentinas. Luego van por las casas cantando coplas.
El Domingo de Tentación  finalizan los festejos con la ceremonia de enterrar al diablo, que volverá a su escondite con hojas de coca, alcohol y cigarrillos para permanecer enterrado durante un día.
En la Provincia de Salta se realizan los corsos con numerosas presentaciones de danzas propias y también danzas bolivianas como son los caporales, tinkus, diabladas. Esto por la proximidad de la frontera con el país llamado Bolivia.

## Carnavales de Río en San Luis
No es un carnaval tradicional. El Carnaval de Río de Janeiro en San Luis surgió a través de la intención de mostrar el Carnaval Carioca en Argentina. El Carnaval de Río en San Luis  tiene su comienzo en 2010, cuando sambistas  de diversas escuelas de samba cariocas viajaron en bus hasta el Provincia argentina de San Luis, donde hizo historia. la asociación de Ani7-GangaZumba, junto con el Gobierno de la provincia, contando las dos escuelas: A y B, con componentes de las escuelas de samba de Río de Janeiro, Brasil.
En el año 2012, San Luis comenzó a tomar su primera escuela de samba. Sierras del Carnaval, donde la confección de su primer desfile fue hecho por la gente de AMEBRAS, el cual tiene una cabaña. donde se imparte en talles, todo el Carnaval de Brasil para los puntanos. Por otra parte, en contexto, las lecciones de la samba y la batería. en este desfile. El Carnaval de Río en San Luis es generalmente celebrado a la vera del lago del Potrero de los Funes en la Provincia de San Luis.
El gobierno de la provincia de San Luis, en su afán de incrementar la participación de nuestra comunidad en el Carnaval de Río en San Luis, crea la "ESCUELA DE SAMBA SIERRAS DEL CARNAVAL", una escuela de samba (en portugués Scola do Samba) es una asociación de tipo popular que se caracteriza por la práctica del canto y el baile de la samba carioca, que son el alma de la fiesta del carnaval más reconocido mundialmente. En la Escuela de Samba Sierras del Carnaval, la currícula será más extensa y pluritemática, además del canto y baile desde sus aulas se prevé la capacitación teórica-práctica de confección de trajes, fantasías, calzados, maquillaje artístico, percusión, diseños, realización de carrozas alegóricas y dramatización.
La amplia currícula abarca la posibilidad de integrar varios talleres para distintas edades en las que pueden participar niños, jóvenes y adultos:
taller de samba,
taller de percusión,
taller de artesanías,
taller de bahianas,
taller de costura Y ornamentación.
Todos estos talleres tienen como propósito fundamental capacitar y potenciar a los participantes que posteriormente integrarán las comparsas de la provincia de San Luis, en el mega evento de jerarquía internacional: Carnaval de Río en San Luis

## Carnavales en la Ciudad de Buenos Aires

### Carnavales históricos
El carnaval comenzó a celebrarse a partir del 1600, mezcla de legado español y el candombe bailado por los esclavos negros.
Los bailes de carnaval se comenzaron a realizar en locales cerrados a partir del año 1771. Al principio eran organizados en casas particulares y luego se trasladaron a los clubes barriales. En época del Brigadier Rosas tuvo importante auge: Vicente Fidel López da cuenta de la celebración del 25 de mayo de 1836 en Plaza de la Victoria (que actualmente forma parte de la Plaza de Mayo) con la participación de 6000 negros dando lugar a una reunión de indescriptible colorido y desbordante entusiasmo. A las fiestas de candombe concurrían la hija de Juan Manuel de Rosas: Manuelita Rosas, y la madre de ésta y esposa de Juan Manuel, doña Encarnación Ezcurra y el propio gobernador Rosas.  En 1858 aparece la primera comparsa, en 1867 el viajeron gascón Henry Armaignac es uno de los testigos que consideraron que los carnavales argentinos eran en su época los más festivos del mundo recordando que las mujeres arrojaban huevos rellenos con agua a los hombres y se usaban pomos de plomo para mojar con agua muchas veces perfumada. En 1869 se realiza el primer corso, con la participación de máscaras y comparsas. Al año siguiente, se incorporan carruajes (carrozas) y luego ya afines de siglo XIX surgen la murga generalmente integrando parte del corso.

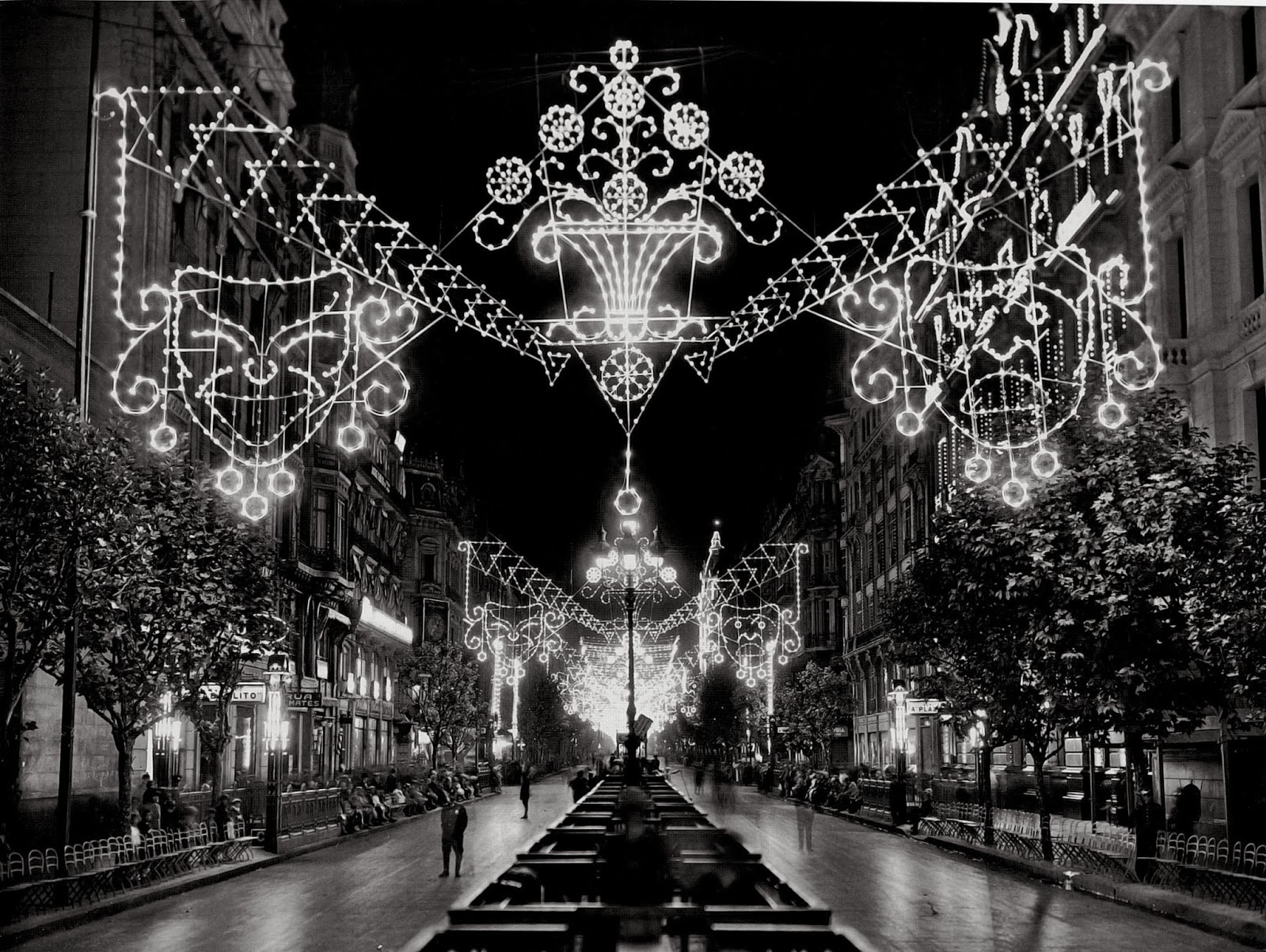
La Avenida de Mayo engalanada para los carnavales de 1922.

Entre finales del siglo XIX y las primeras décadas de 1900, los corsos alcanzaron su máxima popularidad, pero a partir de 1915 las comparsas comenzaron a desaparecer, y surgen las murgas, con características diferenciadas en el tipo de música y formas de manifestación, siendo más grotescas y picarescas.

En Argentina han existido disfraces tradicionales: el payaso, el "indio", el "oso Carolina", los "esqueletos" etc. Los murgueros suelen danzar con un traje que caricarituriza a los antiguos trajes de etiqueta (por ejemplo fracs) con "galeras" (chisteras) enormes y de abigarrados y alegres colores. Entre las clases altas y medias hasta los 1960 eran comunes las mascaradas de tipo veneciano con antifaces plateados o dorados y disfraces tradicionales como el de Colombina y Arlequín.

Hasta fines de los 1960 los carnavales en Argentina eran sexualmente recatados aunque muy divertidos (no existían prácticamente hechos de violencia) y, en la Ciudad de Buenos Aires eran célebres los corsos (desfiles de carnaval) con lujosas carrozas recorriendo la Avenida de Mayo o las principales avenidas del barrio de Flores bajo lluvias de papel picado de muchos colores, confetti y serpentinas al son de pitos (silbatos), cornetas y matracas; con estos carnavales porteños  competían los corsos de la Ciudad de Córdoba que tenían por epicentro al Parque Sarmiento, estos carnavales tenían principalmente influjos europeos y, de tales influjos europeos, principalmente influjos españoles e italianos.

### Carnavales actuales en la Ciudad de Buenos Aires y alrededores

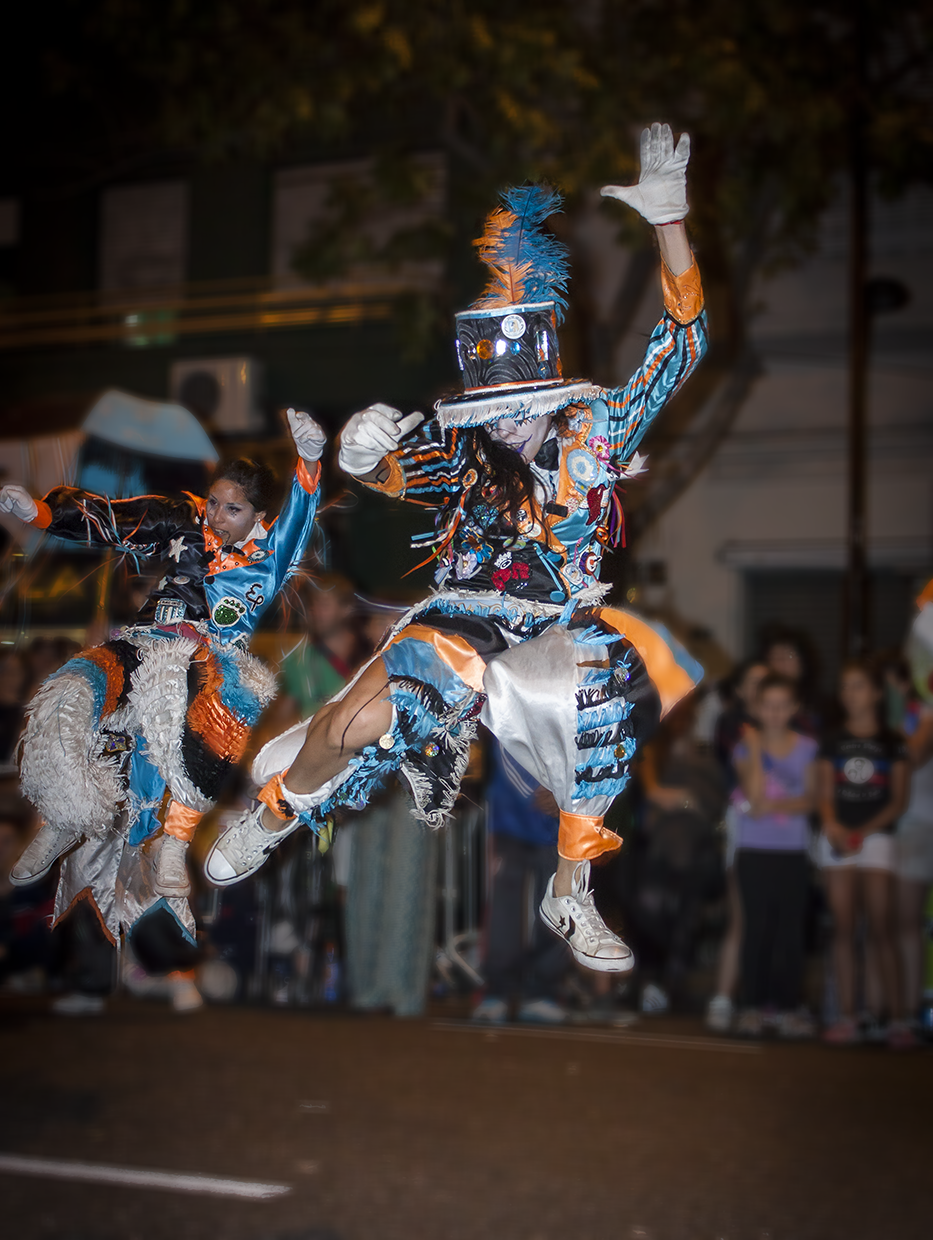
Demostración de baile murguero porteño, durante la exhibición en el corso de Boedo en las jornadas de carnavales porteños en Buenos Aires, marzo de 2014.

Pese a que tras los 1960 la actividad de carnestolendas se vio muy reducida en Argentina,
las murgas y agrupaciones artísticas participan en corsos itinerantes por los diferentes barrios de la ciudad durante todos los fines de semana del mes de febrero. En 1997 la legislatura de la ciudad de Buenos Aires los declaró Patrimonio Cultural de la Ciudad.
Algunas de las principales murgas son: "La Gloriosa de Boedo", "Los auténticos rayados de Lugano" (Villa Lugano), "Fantasía Arrabalera", "Los Mocosos de Liniers", "Los Reyes del Movimiento de Saavedra", "Los Cometas de Boedo", Los Dandys de Boedo 1956 (la más antigua del barrio de Boedo), "Los Viciosos de Almagro", "De Paso Cañazo", "Los Pibes de Don Bosco" (Primera murga Salesiana del mundo), "Los Linyeras de la Boca", "Herederos de Palermo", "Los Amantes de la Boca", "Los Chiflados de Almagro", "Los Preferidos de Villa Urquiza", "Los Endiablados de Villa Ortúzar", "Los Plebeyos de Villa Devoto", "Los Estrellados Porteños" de Mataderos (2000-2014) y muchas otras.
En los listados oficiales figuran en estos momentos más de 130 murgas, contando las dos tipos de murga: "centro murga" y "agrupación murguera"), y hay muchas más intentando entrar al circuito de corsos participando en los concursos de precarnaval.
También existe un circuito alternativo de carnaval, integrado por murgas que prefieren la autogestión de sus carnavales, sin reglamentación del Gobierno.

Entre ellas: "Trotamundos en Discordia Murga de Monte Chingolo", " Los Piantados, de Paso del Rey", "Firuletes de Pompeya" (Merlo), Espíritu Cascabelero de Lanús; Los Juglares, de Wilde; Cachengue y Sudor, de Caballito; Los Guardianes de Mugica, de la Villa 31; Los Pegotes, de Florida; Mala Yunta, de Floresta; Despilfarrados, de Colegiales; Los Que Nunca Callarán, De Colegiales; "Los Reventados del Ritmo" de Necochea; "Centro Murga Hoy Bailare" Necochea Quequen;"Dementes Libres" de Mar del Plata; Alquimia de Carnaval; Resakados del Trueno de San Miguel, y muchas otras.

Este espacio es autogestionado por los propios murgueros, manteniendo los ideales de murga -sin aportes gubernamentales-, donde estas juegan un papel de integración sociocultural y crítico con relación al gobierno de turno. Se autodenominan “murgas independientes”.

### Carnaval y agua
Una práctica común en tiempo de carnaval es jugar con agua. En el siglo XIX era costumbre rellenar huevos con agua para después lanzarlos. Las familias de clases más acomodadas compraban huevos de ñandú para tal fin. También se llenaban con agua de Colonia. Otros objetos utilizados para lanzar agua eran bolsas de papel, pomos, baldes o jarros. En estos juegos participaban tanto grandes como chicos. En la actualidad, los niños son quienes juegan con agua entre sí durante el día por las calles de los barrios, llenando pequeños globos con agua tales globos llenos con agua son llamadas bombuchas o bombitas de agua; también, desde fines de los 1960,  se vende "espumas de carnaval" o nieves de carnaval (en aerosol)  como diversión.

## Carnavales en la provincia de Buenos Aires

### 25 de Mayo
La Ciudad de 25 de Mayo, cuenta con el declarado Carnaval de Provincia por su magnitud y semejanza al Carnaval de Gualeguaychu. Anunciada como "La Ciudad del Carnaval" cuenta con 3 comparsas, 2 batucadas y 5 carrozas. Con casi 10 000 espectadores por cada sábado desde enero hasta el 1.er sábado de marzo, las comparsas compiten para ser la campeona y defender el título el próximo año.
El carnaval cuenta con el primer corsódromo a cielo abierto inaugurado en la región,  único en la provincia de Buenos Aires, ubicado en el Boulevar Valmarosa, del Parque Laguna "Las Mulitas", un espacio recreativo de 30 has. Este lugar permite que el espectáculo de carnaval se disfrute desde cualquier rincón ya que proporciona una perfecta visión hacia la pasarela de 400 metros de largo por 8 metros de ancho, donde desfilan más de 500 personas, tiene una capacidad para 6000 espectadores cómodamente sentados (sectores vip, sillas y mesas, servicio de gastronomía, sonido digital, seguridad, sanitarios y estacionamiento son solo algunas de las comodidades ofrecidas). Brillo, color, belleza y alegría en el corsódromo de 25 de Mayo demuestran el entusiasmo y el trabajo incansable de su gente.
Al finalizar cada edición se elige la Reina Distrital del Carnaval que representará a la localidad de 25 de Mayo en La Fiesta Provincial del Carnaval donde se elige a la Reina Provincial del Carnaval.

### Lincoln
Lincoln, es el verdadero símbolo de una tradición que se inició en el año 1928,[cita requerida] cuando el profesor Enrique Alejandro Urcola incorporó métodos utilizados en el Taller de Escenografía del Teatro Colón -donde trabajó-, modelando las figuras con la superposición de trozos de papel engrudado, técnica que se conoce con la palabra de idioma italiano `cartapesta`. Ese año, Urcola confeccionó una carroza con movimiento llamada `Peliculeros`, dando origen a lo que es hoy el principal atractivo del carnaval: las figuras mecánicas. En los siguientes años, realizó una pareja de abuelos que giraban la cabeza y movían los ojos, mientras se hamacaban en un sube y baja. Posteriormente, creó el vehículo manomóvil con `Trifón y Sisebuta`, personajes de la historieta  de George McManus. A partir de allí, los artesanos -incentivados por Urcola- fueron superando en cada una de las ediciones del carnaval su creatividad no solo por los personajes elegidos, sino también por el material y las técnicas de realización. De este modo, surgieron otros motivos, tales como las minicarrozas y las máscaras sueltas. Pero a las carrozas, que son el atractivo principal, se sumaron otros afluentes que vinieron a completar la gran fiesta: las escuelas de samba, las atracciones mecánicas, las batucadas, los cuerpos de baile, las bastoneras y las reinas. Todos estos ingredientes, que ya tienen una larga tradición, representan verdaderas expresiones de la creatividad popular, que marcan la identidad del carnaval linqueño.

### Dolores
En Dolores se realiza el Carnaval del Sol, que a partir del 2018 se renovó e incluso se construyó un corsódromo, intentando tomar como ejemplo a Gualeguaychu. Diferentes clubes y organizaciones sociales participan cada año, en donde son juzgados por jueces profesionales que deciden quien gana el título a la mejor comparsa y eligen a la Reina del Carnaval.

### Bahía de Samborombón
En la zona costera de Magdalena/ Punta Indio/ Atalaya/ Bavio, se organizan eventos para el llamado "Carnaval del Sur", de tinte modesto pero muy convocante en la zona, especialmente los que se festejan en la rambla costera de Atalaya.

### Los toldos
Apodada la capital de la alegría ,
Ubicada en avenida San Martín
Con excelente convocatoria .
Carnaval que avanza año a año
Donde se elige la mejor carroza
Mejor batucada, mejor comparsa y
La reina del carnaval , 
puntuadas por jurados profesionales.

## Carnavales en la Ciudad de Santa Fe
Estos siempre se han llevado a cabo en barrios populares de la ciudad.
En estos últimos años esto ha confluido en la organización de las diferentes murgas y comparsas de la ciudad en conformar M.O.M.O. (Movimiento de Organizaciones Murgueras del Oeste), el cual en un inicio se conformó por agrupaciones del Oeste de la ciudad, aunque en la actualidad está conformada por más de 30 murgas y comparsas, las cuales de manera autogestiva y organizada llevan a cabo corsos en los diferentes barrios de la ciudad de Santa Fe (barrios Alto Verde, Coronel Dorrego, San Lorenzo, Yapeyú, Villa del Parque, 29 de abril, etc).